# Maria Magdalena Bielinska

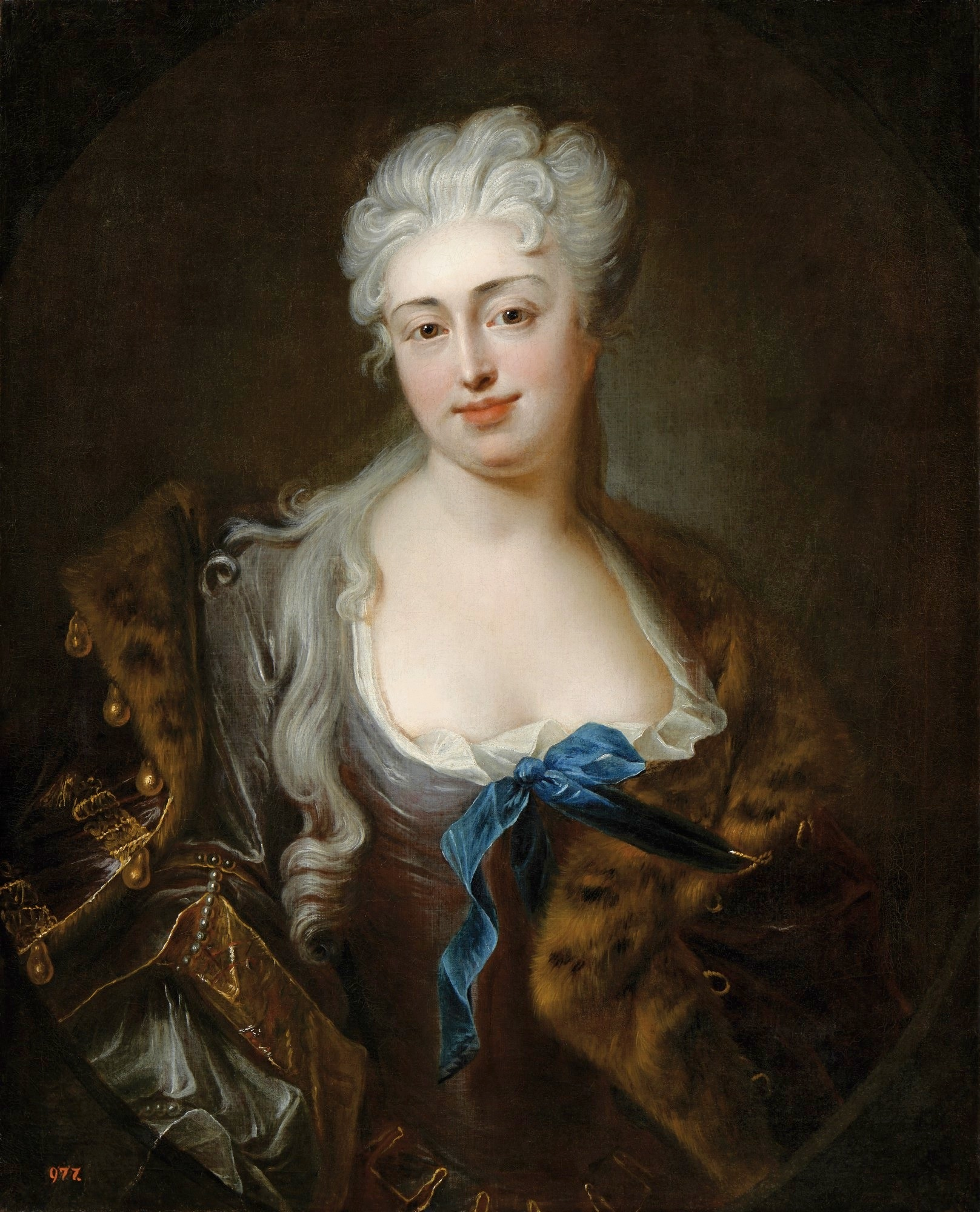
Maria Magdalena Bielinska

Maria Magdalena Bielinska (* 1685; † 20. April 1730) war eine Mätresse von August dem Starken.

## Leben
Maria Magdalena wurde als Marianna Bielinska geboren, sie war die Tochter des Oberhofmarschalls und Mundschenken Kazimierz Ludwik Bielinski, der sie später mit Graf Boguslav Ernst von Dönhoff verheiratete. Der König war oft bei den Bielinskis zu Besuch, weshalb er der Liebhaber Maria Magdalenas wurde. Mit der Erlaubnis von Papst Clemens XI. sich von ihrem Mann scheiden zu lassen, ging sie mit August nach Dresden, wo sie die neue offizielle Mätresse wurde. Außenpolitisch nahm sie Einfluss zu Gunsten der Franzosen, denn sie überzeugte August 1714 ein Bündnis mit Ludwig XIV. einzugehen. Am 6. Januar 1718 heiratete sie Jerzy Ignacy Lubomirski. Maria Magdalena starb 1730 nach der Geburt ihres letzten Kindes an Kindbettfieber.

## Nachkommen
In der Ehe mit Graf Boguslav Ernst von Dönhoff:
- Katarzyna Dönhoff
- Zofia Dönhoff

In der Ehe mit Jerzy Ignacy Lubomirski:
- Teodor Hieronim Lubomirski
- Maria Anna Lubomirski
- Kazimierz Lubomirski
- Jan Lubomirski